# Compagnie (nouvelle)
Pour les articles homonymes, voir Compagnie.
Compagnie (titre original : Company) est un roman court de Samuel Beckett, écrit en anglais et publié par John Calder en 1979. Il a été traduit en français par l'auteur et publié par Les Éditions de Minuit en 1980.
Avec Mal vu mal dit et Cap au pire , Company a été réuni pour former le recueil Nohow On en 1989.  C'est l'un des récits "en huis clos" de Beckett. 
Dans cette œuvre, un homme est allongé sur le dos dans le noir, méditant sur la nature de l'existence et en particulier de la sienne Bien qu'il y ait plusieurs réminiscences sur la vie du narrateur lui-même (et que celles-ci semblent donner une impression d'autobiographie), la principale préoccupation de l'ouvrage semble être le paradoxe de la conscience elle-même et de la nature de la réalité.  Si on est conscient de soi-même et que l'on commente le soi de l'intérieur de soi-même, alors où est le véritable emplacement du moi?  L'esprit qui examine le soi est-il le véritable «moi» ou le «moi» qui est le sujet de l'esprit est-il le vrai moi?  L'esprit peut se mettre à côté de lui-même et examiner le corps qui l'abrite, ce que l'on appelle communément «l'âme» contenue quelque part en lui, ou même toute autre manifestation du soi sur laquelle l'esprit tient à se concentrer. Compagnie semble demander: « Quel est le lieu du moi et comment une personne devrait-elle procéder par rapport à cette entité amorphe et dynamique ? »  C'est aussi en rapport avec le paradoxe de Platon concernant le troisième argument de l'homme - dans lequel un troisième soi (puis un autre, et un autre à l'infini) est nécessaire pour expliquer comment l'Homme et la forme de l'Homme sont à la fois l'Homme, etc. 
Compagnie illustre clairement le dilemme de l'homme moderne du XXe siècle, une crise existentielle dans laquelle Dieu est mort et le «but» de la vie semble totalement arbitraire.  La solution de Beckett dans Compagnie suggère qu'une acceptation simple de sa propre temporalité est nécessaire pour bien fonctionner.  Cependant, loin d’être désespérée, une telle vie est pleine d’espoir en ce sens que sa conception est sa propre responsabilité et non celle de quelque dieu ou destinée. Compagnie est un appel à l'action pour ceux qui acceptent les faits bruts. "Continuez" pourrait être un résumé approprié. 
En termes de prose, Beckett a eu une crise pendant laquelle il s'est rendu compte qu'il ne pouvait pas imiter James Joyce , qui avait tendance - comme Rabelais et même les auteurs du "Flot de pensée" - à rajouter et à s'étendre imposer de cette façon sa vision au lecteur.  Beckett a plutôt décidé de faire le chemin inverse et de soustraire: de rendre sa prose simple, monolithique et dépouillée, minimaliste - jusqu'à ce que les phrases ressemblent à des aphorismes ou à une panacée existentielle.  Il existe une certaine ressemblance stylistique avec le travail de JP Donleavy intitulé «L’été le plus triste de Samuel S» (1966) dans les phrases courtes et l’évitement général de la ponctuation, comme les points d’interrogation et les virgules.